# Tore Pedersen
Tore Pedersen, född 29 september 1969 i Fredrikstads kommun, är en norsk tidigare fotbollsspelare.
Tore Pedersen spelade 47 landskamper för det norska landslaget.